# Archie Sam
Archie Sam (30 de juny de 1914 – 23 de maig de 1986) fou un erudit natchez-cherokee-Muscogee Creek tradicionalista, líder stomp dance, membre registrat de la Banda United Keetoowah dels Cherokee, i cap sol de la nació natchez.

## Primers anys i servei militar
Archie Sam va néixer a la comunitat Greenleaf Mountain vora Braggs, Oklahoma el 30 de juny del 1914. Archie era el fill més jove de White Tobacco Sam, fill de Creek Sam, i la seva mare era Aggie Cumsey, una membre pura sang del clan Cherokee Pèl Llarg. Archie Sam era besnebot de Watt Sam, darrer parlant nadiu de la llengua natchez.
Sam es casà amb Maudie Louise Quinton Sam (1914–2006), i el matrimoni va tenir dos fills, Roy Wayne Sam (1945–2011) i Adeline Naeher.
Sam estudià al Bacone College a Muskogee i es graduà al Connors State College a Warner. Es va allistar a la 45a Divisió d'Infanteria i el 1940 va lluitar en la Segona Guerra Mundial, participant en missions especials a base aèria de Thule al nord de Groenlàndia, on va contactar i caçar amb els inughuit. Després de la guerra fou transferit a la Força Aèria dels Estats Units d'Amèrica on hi va romandre durant 21 anys treballant posteriorment per al United States Postal Service.

## Treball cultural
El 1977 Sam treballà amb el professor Charles Van Tuyl en recobrar les gravacions sonores de Watt Sam que havien estat arxivades a la Universitat de Chicago. Aquestes són les úniques gravacions que s'han fet de la llengua natchez parlada.
Després que es va retirar el 1971 s'ha dedicat a la preservació de la seva herència indígena. Era practicant de la religió nativa natchez, i el 1969 va reviure el terreny cerimonial Medicine Springs, situat vora Gore (Oklahoma).

## Mort
Archie Sam va morir el 23 de maig de 1986 i fou enterrat al Fort Gibson National Cemetery a Fort Gibson (Oklahoma).